# Eubaeus abdominalis
Eubaeus abdominalis  (лат.) — ископаемый вид перепончатокрылых наездников рода Eubaeus из семейства Ichneumonidae. Один из древнейших представителей паразитических перепончатокрылых. Обнаружен в меловых ископаемых таймырских янтарях (Россия, Сибирь, Красноярский край, Таймыр, Nizhnyaya Agapa River, Dolgan Formation, возраст 94,3—99,7 млн лет).

## Описание
Мелкого размера перепончатокрылые наездники. Длина головы и груди 0,8 мм, длина метасомы от 0,9, длина переднего крыла 1,5 мм. Усики 11-члениковые. 
Вид Eubaeus abdominalis был впервые описан по отпечаткам в 2012 году российским энтомологом Д. С. Копыловым (Палеонтологический институт РАН, Москва, Россия). Включён в состав рода Eubaeus из вымершего подсемейства Labenopimplinae (Ichneumonidae).